# Городницька селищна рада
Городницька се́лищна ра́да — орган місцевого самоврядування Городницької селищної територіальної громади Звягельського району Житомирської області. Розміщення — селище Городниця.

## Склад ради

### VIII скликання
Рада складається з 22 депутатів та голови.
На чергових місцевих виборах 25 жовтня 2020 року було обрано 22 депутати ради, з них (за суб'єктами висування): «Наш край» — 14, самовисування — 6, «За майбутнє» та Всеукраїнське об'єднання «Батьківщина» — по 1.
Головою громади обрали позапартійного самовисуванця Івана Онищука, чинного Городницького селищного голову.

### Перший склад ради громади (2016р.)
Рада складається з 29 депутатів та голови.
Перші вибори депутатів ради та голови громади відбулись 18 грудня 2016 року. Було обрано 26 депутатів (на той час — повний склад ради), з них (за суб'єктами висування: самовисування — 23 та Всеукраїнське об'єднання «Батьківщина» — 3.
Головою громади обрали позапартійного самовисуванця Івана Онищука, тодішнього Городницького селищного голову.
30 червня 2019 року, на додаткових виборах, було обрано депутатів від 27, 28 та 29 округів (територія колишньої Броницькогутянської сільської ради, що доєдналась до громади), з них 2 — самовисуванці та 1 — представник Всеукраїнського об'єднання «Батьківщина».

### VI скликання
За результатами місцевих виборів 2010 року депутатами ради стали:

#### За суб'єктами висування
| Суб'єкт висування            | Кількість обраних депутатів | %    |
| ---------------------------- | --------------------------- | ---- |
| Народна партія               | 20                          | 66,7 |
| Самовисування                | 7                           | 23,3 |
| Соціалістична партія України | 3                           | 10   |

#### За округами
| № округу                     | Прізвище, ім'я, по батькові       | Дата визнання обраним | Освіта             | Партійна приналежність             | Відомості про обраного депутата       |
| ---------------------------- | --------------------------------- | --------------------- | ------------------ | ---------------------------------- | ------------------------------------- |
| Народна Партія               |                                   |                       |                    |                                    |                                       |
| 1                            | Конончук Ілля Іларіонович         | 05.11.2010            | вища               | член Народної партії               | ДЛГ «Городницьке лісове господарство» |
| 2                            | Вишневський Михайло Леонідович    | 01.11.2010            | середня            | член Народної партії               | ДЛГ «Городницьке лісове господарство» |
| 3                            | Ліньова Людмила Володимирівна     | 01.11.2010            | середня спеціальна | член Народної партії               | ДЛГ «Городницьке лісове господарство» |
| 4                            | Вишневська Людмила Іванівна       | 01.11.2010            | середня спеціальна | член Народної партії               | ДЛГ «Городницьке лісове господарство» |
| 5                            | Багинська Оксана Леонідівна       | 01.11.2010            | вища               | член Народної партії               | ДЛГ «Городницьке лісове господарство» |
| 8                            | Маруш Тетяна Сергіївна            | 01.11.2010            | вища               | позапартійна                       | Городницька селищна рада              |
| 9                            | Жуковський Володимир Степанович   | 01.11.2010            | середня спеціальна | член Народної партії               | ДЛГ «Городницьке лісове господарство» |
| 10                           | Касьян Галина Анатоліївна         | 01.11.2010            | середня спеціальна | позапартійна                       | Дитячий садок                         |
| 12                           | Ксенз Ірина Миколаївна            | 01.11.2010            | середня спеціальна | позапартійна                       | Городницька селищна рада              |
| 14                           | Валєнкевич Лариса Володимирівна   | 01.11.2010            | середня спеціальна | член Народної партії               | ДЛГ «Городницьке лісове господарство» |
| 16                           | Цупик Людмила Миколаївна          | 01.11.2010            | вища               | член Народної партії               | ДЛГ «Городницьке лісове господарство» |
| 17                           | Сергійчук Надія Леонідівна        | 01.11.2010            | середня спеціальна | позапартійна                       | ВПЖКГ                                 |
| 19                           | Барам Олександр Михайлович        | 01.11.2010            | середня спеціальна | член Народної партії               | ПП «Азаров»                           |
| 21                           | Голод Володимир Леонідович        | 01.11.2010            | середня спеціальна | член Народної партії               | ДЛГ «Городницьке лісове господарство» |
| 22                           | Матвійчук Олександр Володимирович | 01.11.2010            | вища               | член Народної партії               | ДЛГ «Городницьке лісове господарство» |
| 26                           | Кутковець Лариса Іванівна         | 01.11.2010            | вища               | член Народної партії               | ДЛГ «Городницьке лісове господарство» |
| 27                           | Годун Олександр Федорович         | 01.11.2010            | середня спеціальна | член Народної партії               | ДЛГ «Городницьке лісове господарство» |
| 28                           | Кучер Надія Анатоліївна           | 01.11.2010            | середня спеціальна | член Народної партії               | ДЛГ «Городницьке лісове господарство» |
| 29                           | Палько Володимир Адамович         | 01.11.2010            | середня спеціальна | член Народної партії               | ДЛГ «Городницьке лісове господарство» |
| 30                           | Куліковська Стелла Вікторівна     | 01.11.2010            | вища               | позапартійна                       | Городницька селищна рада              |
| Соціалістична партія України |                                   |                       |                    |                                    |                                       |
| 6                            | Шилін Федір Георгійович           | 01.11.2010            | середня спеціальна | член Соціалістичної партії України | ВПЖКГ                                 |
| 20                           | Кручок Ігор Степанович            | 01.11.2010            | середня спеціальна | позапартійний                      | Городницька міська лікарня            |
| 23                           | Королюк Галина Миколаївна         | 01.11.2010            | середня спеціальна | позапартійна                       | Городницька міська лікарня            |
| Самовисування                |                                   |                       |                    |                                    |                                       |
| 7                            | Домбровська Тетяна Сергіївна      | 01.11.2010            | середня спеціальна | позапартійна                       | Дитячий садок                         |
| 11                           | Тітарева Тереза Валеріївна        | 01.11.2010            | вища               | позапартійна                       | Городницька загальноосвітня школа     |
| 13                           | Подран Марія Броніславівна        | 01.11.2010            | вища               | позапартійна                       | Городницька загальноосвітня школа     |
| 15                           | Попадюк Анатолій Іванович         | 23.05.2011            | вища               | позапартійний                      | Городницька міська лікарня, лікар     |
| 18                           | Білоніг Ніна Григорівна           | 01.11.2010            | вища               | позапартійна                       | Городницька загальноосвітня школа     |
| 24                           | Тонкошкурова Тетяна Миколаівна    | 01.11.2010            | середня            | позапартійна                       | Городницьке СТ                        |
| 25                           | Карташова Людмила Йосипівна       | 01.11.2010            | середня спеціальна | позапартійна                       | Городницьке СТ                        |

### Керівний склад попередніх скликань
| Прізвище, ім'я, по батькові | Основні відомості                                                        | Дата обрання | Дата звільнення |
| --------------------------- | ------------------------------------------------------------------------ | ------------ | --------------- |
| Онищук Іван Анатолійович    | Селищний голова, 1963 року народження, освіта вища, член Народної партії | 26.03.2006   | 31.10.2010      |
| Онищук Іван Анатолійович    | Селищний голова, 1963 року народження, освіта вища, безпартійний         | 31.10.2010   | 18.12 2016      |
| Онищук Іван Анатолійович    | Селищний голова, 1963 року народження, освіта вища, безпартійний         | 18.12.2016   | 25.10.2020      |
| Онищук Іван Анатолійович    | Селищний голова, 1963 року народження, освіта вища, безпартійний         | 25.10.2020   |                 |

Примітка: таблиця складена за даними сайту Верховної Ради України

## Історія
Утворена 24 лютого 1926 року як єврейська селищна рада, відповідно до постанови ВУЦВК «Про встановлення точного реєстру селищних рад в залюднених пунктах з переважним єврейським населенням на терені Української Соціялістичної Радянської Республіки», в містечку Городниця Городницького району Коростенської округи. Цю постанову введено в дію наказом Коростенського ОВК № 34. 20 жовтня 1938 року (за іншими даними — 10 грудня 1938 року) до складу ради приєднано територію ліквідованої Городницької сільської ради.
Станом на 1 вересня 1946 року селищна рада входила до складу Городницького району Житомирської області, на обліку в раді перебувало смт Городниця.
Станом на 1 січня 1972 року селищна рада входила до складу Новоград-Волинського району Житомирської області, на обліку в раді перебувало смт Городниця.
До 29 грудня 2016 року — адміністративно-територіальна одиниця в Новоград-Волинському районі Житомирської області з територією 71,879 км², населенням — 470 осіб (станом на 1 січня 2011 року) та підпорядкуванням смт Городниця.
Входила до складу Городницького (20.031926 р.), Ємільчинського (28.11.1957 р.), Новоград-Волинського (15.09.1958 р.) районів.

### Населення
Кількість населення ради, станом на 1931 рік, складала 3 000 осіб.
Відповідно до результатів перепису населення СРСР, кількість населення ради, станом на 12 січня 1989 року, становила 5 864 особи.
Станом на 5 грудня 2001 року, відповідно до перепису населення України, кількість мешканців сільської ради становила 5 604 особи.